# Вілла Кальярес
Вілла Кальярес, мальтійською It-Tempju,  — заміська вілла в стилі бароко в Зейтуні, Мальта.  Побудована у 17 столітті як заміська вілла та мисливський будиночок єпископом Бальдассаре Кальяресом.  Будинок розташований на краю долини Гайт-іль-Від, у ньому розташовано каплицю, регулярний сад із переднім двором і низку унікальних архітектурних елементів. Ця вілла класифікована як нерухомість 1 класу Управлінням плануванням. 
Вілла була повністю відреставрована нинішніми власниками і слугує приватною резиденцією.  У 2008 році проєкт реставрації вілли Кальярес був удостоєний Почесної премії «Збереження та повторне використання» від Діна Арта Хельви.  Будинок важлива пам’ятка навколишніх сільськогосподарських угідь і сільської місцевості. Його невеликий купол, що вкриває приватну каплицю та оточений балюстрадами, позначає лінію горизонту через долину в напрямку Заббара .

## Рання історія та інтер'єр
Вілла Кальярес знаходиться на околицях міста Зейтун, в області, яку місцеві жителі називають іir-raħal t'isfel, або нижче село. Хоча точна дата будівництва вілли невідома, історики вважають, що вона була побудована на початку XVII століття, коли Кальярес був уже єпископом. Це засновано на даті, знайдений на дверіях яка показує, що будівля була побудована близько 1620 року. На той час Зейттун та околиці все ще піддавалися набігам і нападіам. Близькість території до узбережжя, можливо, сприяла суворому вигляду вілли.  На першому поверсі було небагато вікон і отворів, та й, що були виконували функцію мушкетних бійниць. У верхній частині фасаду висічено на камені герб родини Тестаферрата. Подібний герб висічений на фонтані в головному саду вілли. Згодом вілла змінила власника і перейшла до родини Тестаферрата, яка спостерігала за розширенням будівлі.
Будівлі дещо бракує архітектурної елегантності дворянських палаців. Вілла була розширена у 18 столітті шляхом будівництва ряду надбудов як на першому, так і на другому поверхах. Найважливішим доповненням була каплиця з куполом і ліхтарем. Каплиця була присвячена Непорочному Зачаттю .  Можливо, вона спроєктована Андреа Беллі, оскільки за стилем схожа на інші роботи цього архітектора. Якби не купол каплиці, увінчаний балюстрадами, віллу легко було б прийняти за сільський фермерський будинок. На цьому другому поверсі розміщено типовий бельетаж з трицентровими арками та великими кімнатами з високими стелями. 
Велла (1927) також посилався на інший герб, що належав єпископу Кальяресу. Його можна було знайти на дверях, що вели до внутрішнього двору вілли. Однак в якийсь момент цей родовий герб зник або був втрачений. Другий поверх має кілька великих вікон, що контрастує з відсутністю отворів на рівні першого поверху. Велла також описує внутрішню частину будівлі, яка на той час була вже давно занедбана: «У цій віллі є кілька великих кімнат, каплиця, прикрашена різьбленням по каменю (служить складом корму) і кілька тюремних камер». 

## Пізніша історія та реставрація

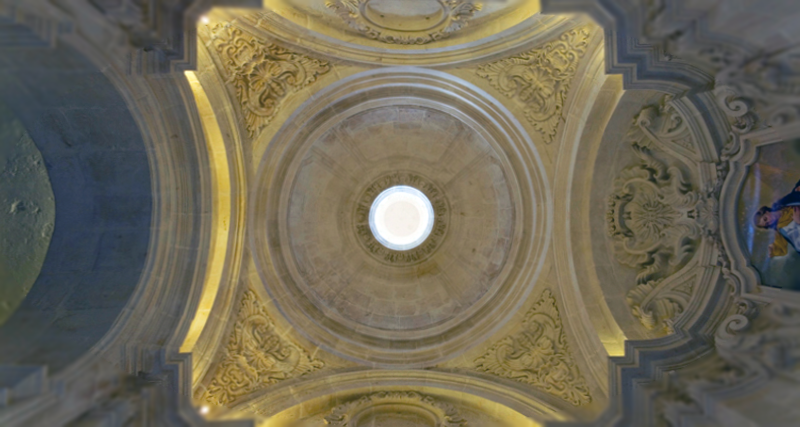
Відновлений купол каплиці вілли Кальярес.

До 2000 року заміська вілла була в занедбаному стані. Будівля перебувала в аварійному стані, використовувалася як фермерський будинок. Бароковий передній двір займали кури, віслюки та кози, як і інші кімнати внизу. Доступ на верхні поверхи був обмежений єдиними зовнішніми сходами. Усі вікна були закриті. Дві великі аркові кімнати на верхньому поверсі частково зруйнувалися, вигнулась підлога, а барокова каплиця все ще використовувалася як сховище для сіна.  Нинішні власники знайшли каплицю точно в такому стані, як описав Велла в 1920-х роках.  Будівля була частково занедбаною протягом багатьох років без ремонту: більшість стін викривлялися назовні, дерев’яні балки прогнили, а кам’яні плити стелі ( xorok ) або провалилися, або потріскалися.
Вілла була реставрована між 2001 і 2005 роками  Чотири роки проєкту передбачали повну реставрацію споруди, а також роботи з зовнішнього благоустрою. Реставрація зміцнила ібудівлю, було демонтовано та перебудовано нестабільне крило вілли, відновлені внутрішні сходи і модернізовано будівлю для сучасних житлових потреб. Оскільки основним керівним принципом проєкту реставрації було збереження оригінального характеру будівлі, лише один новий отвір було додано на рівні першого поверху.  Сімейний герб Тестаферрата на головному фасаді було відреставровано, тоді як новий родинний герб Кальярес, згаданий Велла (1927), було замовлено і відновлено на головних дверях у внутрішній двір.  Також було відновлено інтер'єр купола, капличні скульптури та різьблення.  Нинішні власники іноді надають доступ до вілли для культурних та історичних екскурсій місцевим культурними організаціям. 

## Галерея

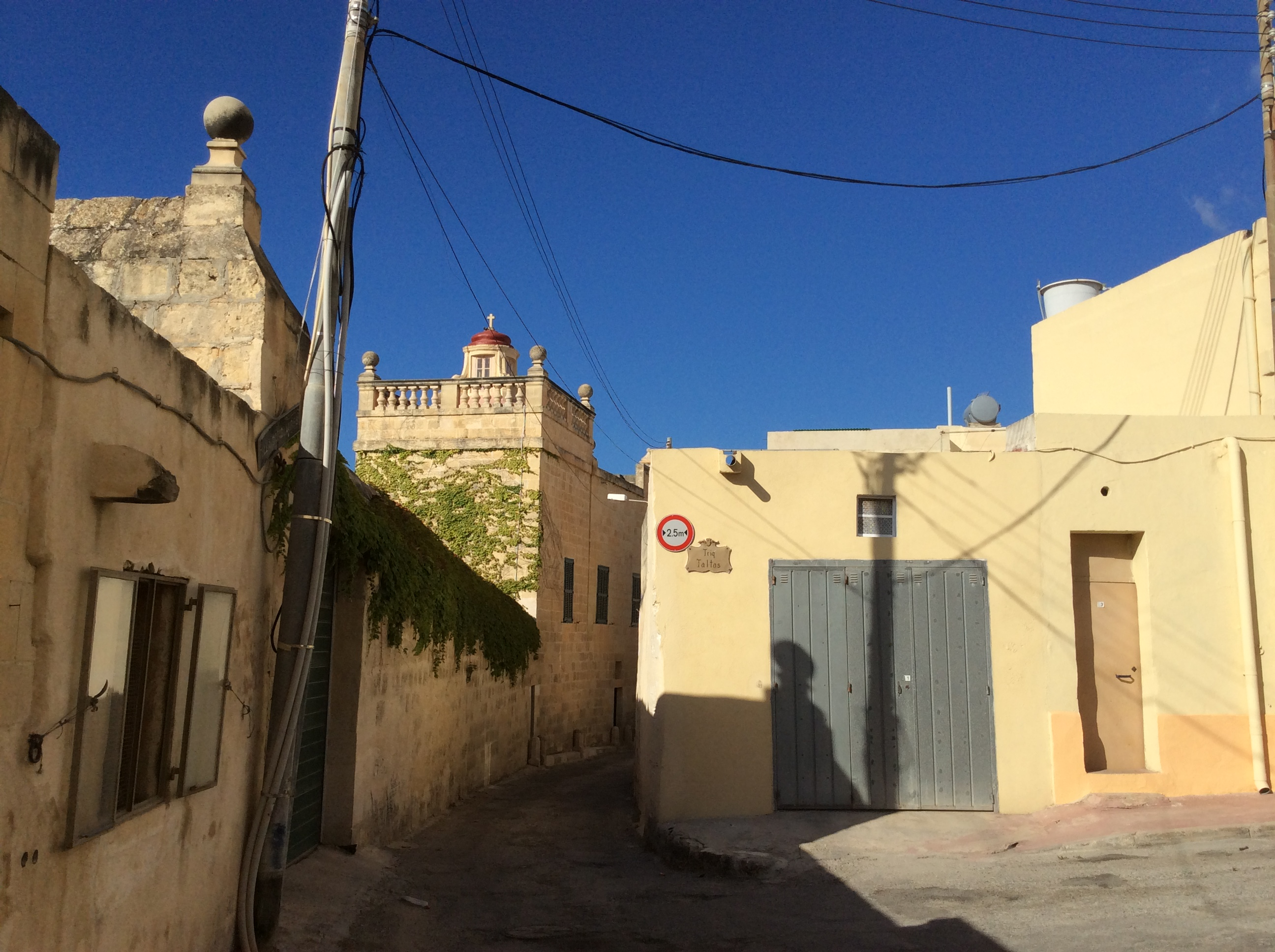
Головний під'їзд до вілли.
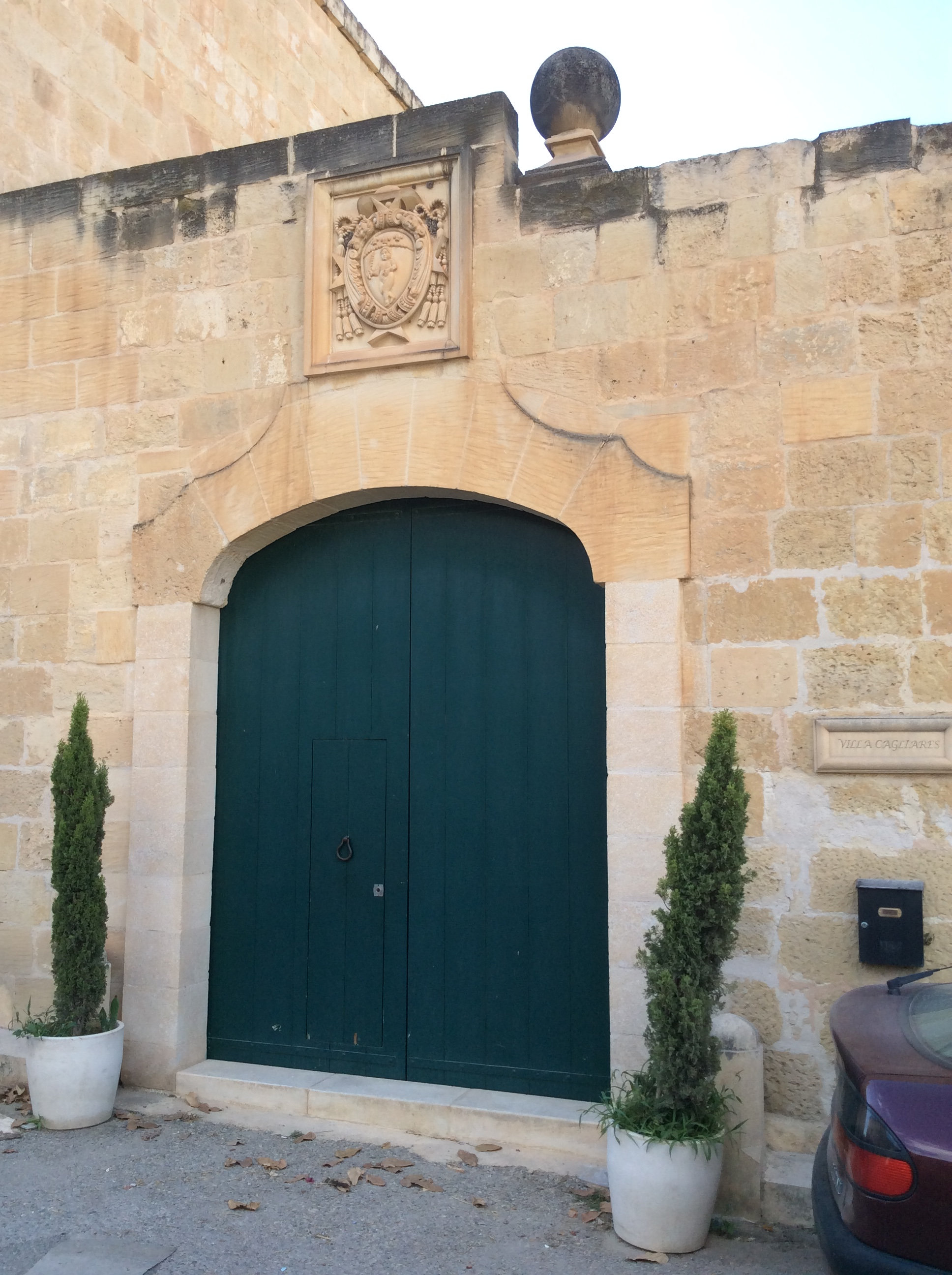
Герб Кальяреса над входом у внутрішній двір.
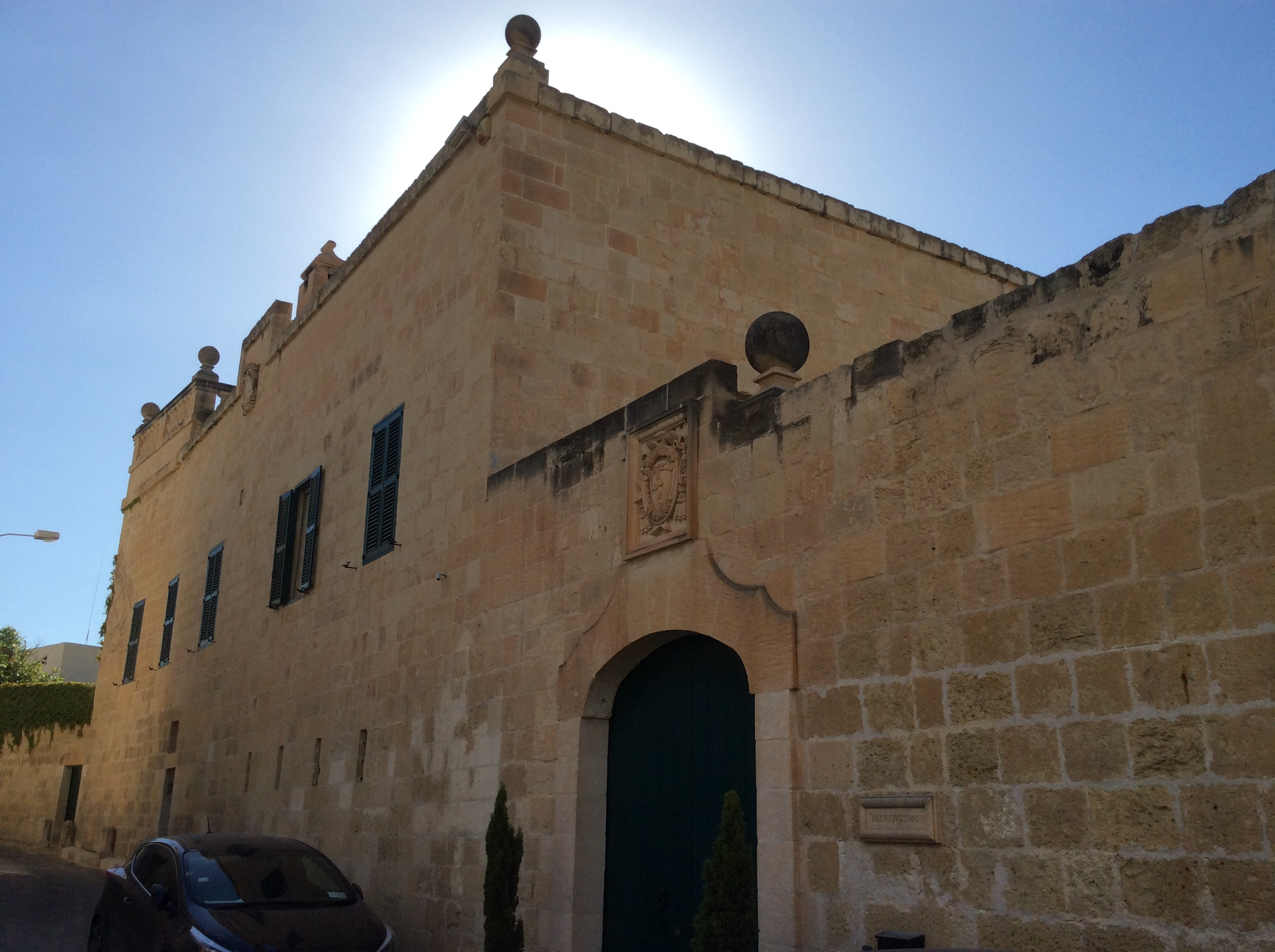
Будівля в стилі маньєризм.